# Alice de l'autre côté du miroir
Pour les articles homonymes, voir De l'autre côté du miroir (homonymie).
Série
Alice au pays des merveilles
(2010)
Pour plus de détails, voir Fiche technique et Distribution.
Alice de l'autre côté du miroir (Alice Through the Looking Glass) est un film américain réalisé par James Bobin, sorti en 2016. Il fait suite au film Alice au pays des merveilles réalisé par Tim Burton en 2010. Bien que ce second opus ne soit pas réalisé par Tim Burton, ce dernier est chargé de sa production.
Le film s'inspire du livre De l'autre côté du miroir, et ce qu'Alice y trouva (Through the Looking-Glass, and What Alice Found There) écrit par Lewis Carroll en 1872, qui fait lui-même suite au livre Les Aventures d'Alice au pays des merveilles, du même auteur, écrit en 1865.

## Synopsis
Cela fait trois ans qu'Alice Kingsleigh suit les traces de son père et navigue dans les hautes mers sur le bateau de son père, le Wonder. En revenant à Londres en 1875 après un voyage en Chine, elle apprend que Hamish Ascot, son ex-fiancé, a repris la compagnie et le titre de son père et veut qu'Alice vende le bateau de son père en échange de sa maison familiale. Alice reprocha à sa mère d’avoir vendu sa maison parce qu’elle refusait de croire qu’elle était apte à être capitaine puis elle déclara qu’elle e voudrait jamais devenir comme elle. Alice suit un papillon qu'elle reconnaît comme étant Absolem et, en passant à travers un miroir, retourne au Pays des Merveilles.
Alice y est accueillie par la Reine Blanche, le Lapin Blanc, les Tweedle, le Loir, le Lièvre de Mars, Bayard et le Chat du Cheshire. Ils lui disent que le Chapelier Fou, de son vrai nom Tarrant Hightopp, est encore plus fou qu'à son habitude car sa famille lui manque. Alice essaie de le consoler, mais le Chapelier Fou est sûr que sa famille a survécu lors de l'attaque du Jabberwocky.
La Reine Blanche, pensant que sauver la famille du Chapelier est le seul moyen de lui faire retrouver la santé, envoie Alice rendre visite au Temps pour le convaincre de sauver la famille du Chapelier dans le passé. La Reine informe cependant Alice que l'histoire sera détériorée si quelqu'un voit son soi du passé ou du futur. En entrant dans le palais du Temps, Alice trouve la Chronosphère, un objet qui contrôle l'entièreté du temps au Pays des Merveilles.
Le Temps dit à Alice que changer le passé est une chose impossible. Alice vole alors la Chronosphère et retourne dans le passé, peu après avoir découvert que la Reine Rouge, exilée, est de retour, amoureuse du Temps, accompagnée de ses soldats légumes. La Reine Rouge ordonne alors au Temps de poursuivre Alice. Cette dernière se retrouve accidentellement le jour du couronnement d'Iracebeth, où un Tarrant plus jeune se moque de sa tête déformée, à laquelle la couronne ne sied pas. Devant l'hilarité de toute l'assistance, Iracebeth s'emporte et menace de tous les décapiter et jure au Hightopp de se venger sur eux. Son père la juge inapte à régner et passe le titre à sa cadette, Mirana, la Reine Blanche. Du côté des Hightopp, le père de Tarrant reproche à son fils pour s'être moqué de la reine en déclarant qu’il est bon qu’à le décevoir, Tarrant décide alors de quitté l’entreprise familiale pour vivre avec  
le Loir et le Lièvre de mars. Alice tente de lui faire changer d’avis en lui disant qu’elle a perdu son père mais le Chapelier refuse de faire demi tour.
Alice apprend qu'un événement dans le passé d'Iracebeth et de Mirana a créé une friction entre les deux sœurs, et elle retourne une nouvelle fois dans le temps, espérant pouvoir changer le caractère d'Iracebeh afin que le Jabberwocky ne tue pas la famille du Chapelier. La jeune Mirana vole une tarte à sa mère et la mange, après s'être cachée dans la chambre de sa sœur aînée. Quand cette dernière l'y surprend, les deux enfants sont confrontées tout-à-coup à leur mère, qui fait irruption dans la pièce et les interroge. Mirana pense et dit qu'elle n'a pas mangé la tarte, malgré l'insistance de sa sœur qui se défend tant qu'elle peut. Mais la Reine remarque les miettes de tarte au pied du lit d'Iracebeth et, croyant Mirana, jette l'accusation sur sa fille aînée, qui s'enfuit du château en pleurs. Alice la voit foncer dans une horloge, pensant que c'est probablement ce qui a fait que sa tête et sa personnalité furent déformées. Elle parvient à enlever l'horloge du chemin, mais échoue tout de même quand Iracebeth trébuche et se frappe la tête malgré tout.
Alice fait alors face au Temps, affaibli, qui la réprimande pour avoir mis l'entièreté du temps en danger. Elle fonce dans un miroir qui se trouve non loin de là et se retrouve dans son monde, où elle se réveille dans un hôpital psychiatrique, diagnostiquée hystérique. Avec l'aide de sa mère, elle retourne au Pays des Merveilles, où elle voyage jusqu'au jour de l'attaque du Jabberwocky pour découvrir que la famille du Chapelier n'est jamais décédée mais qu'elle fut capturée par Iracebeth. De retour dans le présent, Alice trouve le Chapelier entre la vie et la mort.
Alice, en larmes, lui dit alors qu'elle le croit, et le Chapelier retrouve son état normal. Les héros vont jusqu'au château de la Reine Rouge, où ils trouvent la famille du Chapelier, rétrécie et enfermée dans une fourmilière. Iracebeth les découvre et les emprisonne (apparition de Illosovic Stayne en squelette qui a été exécuté avec une épée sur le buste pour tentative de meurtre sur la reine rouge et trahison) puis, ayant gardé rancune du jour où sa sœur a menti à propos de la tarte, elle vole la Chronosphère à Alice et ramène Mirana à l'époque voulue en espérant que cette dernière lui dise la vérité. Le temps que le Chapelier et Alice les rattrapent, après que les soldats légumes les délivrent parce que la Reine Rouge leur avait mangé des morceaux, Iracebeth et celle du passé se voient. Le Temps est neutralisé, et le Pays des Merveilles se gèle. En utilisant la Chronosphère, Alice et le Chapelier parviennent à revenir au présent, où Alice parvient in extremis à replacer la Chronosphère à sa place d'origine.
Le Pays des Merveilles retrouve donc son état normal. Le Chapelier retrouve sa famille. Mirana s'excuse et assume auprès d'Iracebeth d'avoir menti, et les deux sœurs se pardonnent et se réconcilient. Alice dit adieu à ses amis et retourne dans son monde. Alice revient pour la signature en acceptant de céder le Wonder à Hamish mais en voyant la réaction immature de Hamish, la mère d’Alice décide finalement de ne pas vendre le bateau d'Alice à Hamish. La mère et la fille voyagent alors au nom de leur propre compagnie.

## Fiche technique
Sauf indication contraire, les informations mentionnées dans cette section peuvent être confirmées par la base de données cinématographiques IMDb,  présente dans la section « Liens externes ».
- Titre français : Alice de l'autre côté du miroir
- Titre original : Alice Through the Looking Glass
- Réalisateur : James Bobin
- Scénariste : Linda Woolverton d'après l'œuvre de Lewis Carroll
- Compositeur : Danny Elfman
- Directeur photographie : Stuart Dryburgh
- Monteur : Andrew Weisblum
- Chef décorateur : Dan Hennah
- Costumière : Colleen Atwood
- Superviseur des effets spéciaux : Neil Corbould
- Maquilleur : Peter King
- Superviseur des effets visuels : Ken Ralston
- Coiffeur : Peter King
- Production : Tim Burton, Joe Roth, Johnny Depp, Suzanne Todd et Jennifer Todd

Producteur délégué : John G. Scotti
- Sociétés de production : Walt Disney Pictures, Tim Burton Productions, Roth Films, Team Todd
- Distribution : Walt Disney Studios Distribution
- Budget : 170 000 000 $
- Pays d’origine :  États-Unis
- Langue originale : anglais
- Genres : fantastique, fantasy
- Durée : 113 minutes
- Date de sortie[2] :
  - États-Unis / Canada : 27 mai 2016
  - France : 1er juin 2016

## Distribution
- Johnny Depp (VF : Bruno Choël ; VQ : Gilbert Lachance) : Tarrant Haut-De-Forme, le Chapelier Fou
- Mia Wasikowska (VF : Karine Foviau ; VQ : Romy Kraushaar-Hébert) : Alice Kingsleigh
- Helena Bonham Carter (VF : Laurence Bréheret ; VQ : Pascale Montreuil) : Iracebeth, la Reine Rouge
- Anne Hathaway (VF : Caroline Victoria ; VQ : Geneviève Désilets) : Mirana, la Reine Blanche
- Sacha Baron Cohen (VF : Emmanuel Curtil ; VQ : Daniel Picard) : Le Temps
- Rhys Ifans (VF : Christian Gonon ; VQ : Thiéry Dubé) : Zanik Hightopp, le père du Chapelier Fou
- Matt Lucas (VF : Philippe Bozo ; VQ : Martin Watier) : Tweedledee / Tweedledum
- Ed Speleers (VF : Benjamin Gasquet ; VQ : Maël Davan-Soulas) : James Harcourt
- Andrew Scott (VF : Jérémy Bardeau ; VQ : Frédéric Desager) : Dr. Addison Bennet
- Stephen Fry (VF : Bernard Alane ; VQ : Patrice Dubois) : Chess, le Chat de Cheshire
- Alan Rickman (VF : Philippe Catoire ; VQ : René Gagnon) : Absolem, la Chenille/le Papillon
- Michael Sheen (VF : William Coryn ; VQ : Tristan Harvey) : Nivens McTwisp, le Lapin Blanc
- Barbara Windsor (VF : Blanche Ravalec ; VQ : Chantal Baril) : Mallymkun, le Loir
- Timothy Spall (VF : Vincent Grass ; VQ : Stéphane Rivard) : Bayard, le St-Hubert
- Paul Whitehouse (VF : Pierre Tessier ; VQ : Benoît Éthier) : Thackery Earwicket, le Lièvre de Mars
- Matt Vogel (VF : Denis Boileau ; VQ : François Sasseville) : Wilkins, le serviteur du Temps
- Leo Bill (VF : Stéphane Ronchewski ; VQ : Guillaume Champoux) : Lord Hamish Ascot
- Richard Armitage (VF : Raphaël Cohen ; VQ : Patrick Chouinard) : Le Roi Oléron, le père de la Reine Rouge et la Reine Blanche
- Hattie Morahan (VF : Léovanie Raud ; VQ : Anne Bédard) : La Reine Elsmere, la mère de la Reine Rouge et la Reine Blanche
- Lindsay Duncan (VF : Catherine Davenier ; VQ : Claudine Chatel) : Helen Kingsleigh, la mère d'Alice
- Simone Kirby (VQ : Nathalie Coupal) : Tyva Hightopp, la mère du Chapelier Fou
- Louis Ashbourne Serkis (VF : Timothé Vom Dorp) : le Chapelier Fou enfant
- Joanna Bobin : Alexandra Ascot, la femme d'Hamish
- Geraldine James : Lady Ascot

Version française réalisée par Dubbing Brothers sous la direction artistique de Barbara Tissier avec une adaptation de dialogues d'Houria Belhadji.
 Source et légende : version française (VF) sur RS Doublage, AlloDoublage, Doublage Québec et selon le carton du doublage français cinématographique.

## Production

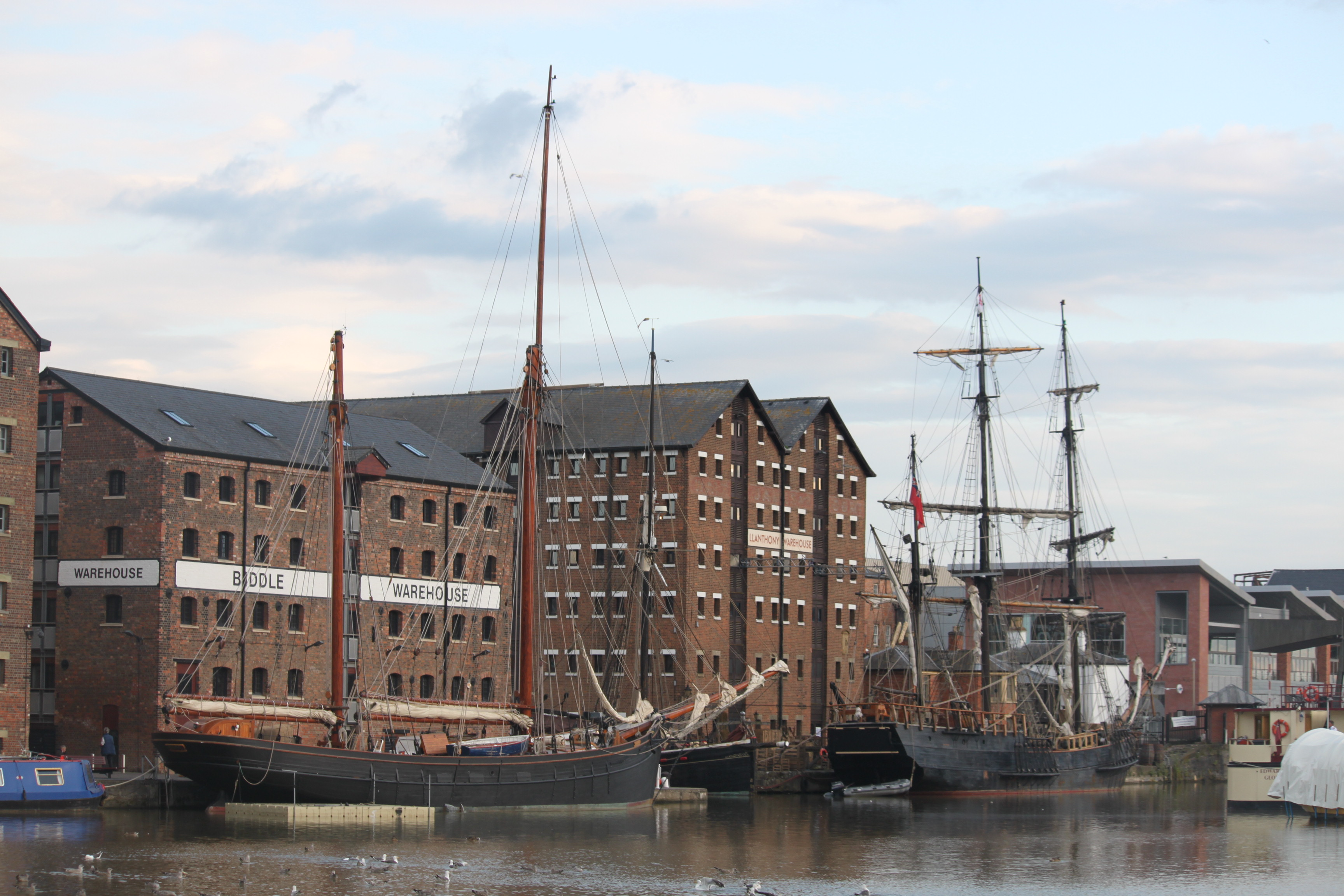
Les bateaux de Gloucester pour le tournage du film en août 2014 en tournage.

### Développement et casting
Le 7 décembre 2012, le magazine Variety a annoncé le développement d'une suite à Alice au Pays des Merveilles avec Linda Woolverton qui serait de retour pour écrire un scénario. Le 31 mai 2013, le réalisateur James Bobin entame un pourparler sur la suite du film de Tim Burton sous le titre de Alice in Wonderland: Into the Looking Glass.
En juillet, il est confirmé que Johnny Depp revient pour son rôle du Chapelier Fou, de même pour Mia Wasikowska de retour pour le rôle d'Alice,. Le 22 novembre 2013, il a été annoncé que le film serait prévu pour le 27 mai 2016 et que James Bobin réalisera bien le film. Le 21 janvier 2014, le film est rebaptisé Alice in Wonderland: Through the Looking Glass ; c'est ce même jour que Sacha Baron Cohen rejoint la distribution pour interpréter le méchant, Time,. En mars 2014 est confirmé que Helena Bonham Carter reviendra pour son rôle de La Reine Rouge et c'est en mai 2014 que Rhys Ifans rejoint la distribution pour interpréter le père du Chapelier Fou,.

### Tournage
Le tournage du film a commencé le lundi 4 août 2014 dans les studios de Shepperton, situés en banlieue de Londres. Dès août 2014, le tournage a lieu à Gloucester avec l'utilisation d'au moins quatre navires historiques : sur le Kathleen and May, sur l’Irene, sur l’Excelsior et sur l’Earl of Pembroke,,,,. Le tournage du film s'est achevé le 31 octobre 2014.
Il s'agit de la dernière participation à un film de l'acteur britannique Alan Rickman (qui interprète la voix originale de la Chenille Absolem), mort le 14 janvier 2016 d'un cancer du pancréas. Le film lui est d'ailleurs dédié avec un hommage à la fin du film.

## Réception
Le film sort en salle aux États-Unis le 27 mai 2016.
Le 17 janvier 2017, la société britannique de prêt-à-porter Alice Looking intente un procès contre Disney pour contrefaçon en raison du nom du film Alice de l'autre côté du miroir qui utiliserait la même marque qu'elle alors que l'œuvre originale est dans le domaine public.

### Box-office
Alice de l'autre côté du miroir n'a pas connu le succès escompté en salles. Les débuts du film sont prometteurs car dès la première semaine au 31 mai 2016, le film récolte 65 millions de dollars à l'international dans 43 pays dont 27,1 millions en Chine et 5,1 millions dans des salles IMAX. Le tableau des recettes se poursuit avec le Mexique (5 millions), la Russie (4,6 millions), le Brésil (4,1 millions) et le Royaume-Uni (3,2 millions), tandis que le film est attendu la semaine suivante en France et en Hongrie. Mais au 11 décembre 2016, le film n'a rapporté que 299 457 024 $ à travers le monde, pour un budget de 170 millions de dollars.
Bien qu'il ait dépassé son budget de production en termes de recettes, le film est considéré comme un flop, surtout en comparaison de son prédécesseur, car Alice au pays des merveilles de Tim Burton avait récolté 730 millions de dollars de plus en 2010, et avait dépassé la barre du milliard de dollars de recettes (soit une chute globale de plus de 70 %).
Le film a particulièrement contre-performé aux États-Unis et au Canada, ne rapportant finalement que 77 041 381 $ en 14 semaines d'exploitation. Alice 2 n'a ainsi même pas réalisé ce que le premier film avait rapporté en deux jours de sortie.
Le film a tout de même connu un meilleur succès dans le reste du monde, avec 222 415 643 $ de recettes, soit plus de 74 % du total de ses recettes mondiales.
| Pays                  | Box-office   | Pays         | Box-office  | Pays      | Box-office  |
| --------------------- | ------------ | ------------ | ----------- | --------- | ----------- |
| États-Unis / Canada   | 77 041 381 $ | Italie       | 7 374 314 $ | Pays-Bas  | 1 709 532 $ |
| Chine                 | 58 780 778 $ | Australie    | 6 472 106 $ | Chili     | 1 709 369 $ |
| Japon                 | 26 788 307 $ | Espagne      | 5 547 268 $ | Belgique  | 1 345 649 $ |
| Royaume-Uni / Irlande | 14 283 300 $ | Argentine    | 5 321 078 $ | Suède     | 1 315 739 $ |
| Mexique               | 13 726 743 $ | Corée du Sud | 3 728 329 $ | Autriche  | 1 256 822 $ |
| Russie                | 9 955 014 $  | Colombie     | 3 030 070 $ | Suisse    | 1 222 215 $ |
| France                | 9 882 921 $  | Hong Kong    | 2 337 169 $ | Malaisie  | 1 126 588 $ |
| Brésil                | 9 028 840 $  | Pologne      | 1 986 497 $ | Thaïlande | 1 054 836 $ |
| Allemagne             | 8 547 182 $  | Taïwan       | 1 851 041 $ | Ukraine   | 1 047 092 $ |

En France, le film a démarré timidement, attirant 455 543 spectateurs la première semaine pour 638 copies. Le film était ainsi en deuxième position derrière la comédie française Retour chez ma mère. Le bouche-à-oreille s'est avéré plus positif qu'aux États-Unis, le film réalisant 1 378 990 entrées au 4 avril 2017. Il s'agit tout de même d'un score très faible en sachant qu’Alice au pays des merveilles avait attiré 1 599 583 spectateurs sur ses sept premiers jours de sortie.
En Suisse, Alice de l'autre côté du miroir a enregistré 73 687 entrées, contre 389 908 spectateurs pour le premier film.
| Pays                  | Entrées   | Pays     | Entrées |
| --------------------- | --------- | -------- | ------- |
| Russie                | 2 813 213 | Belgique | 130 074 |
| France                | 1 378 990 | Autriche | 123 566 |
| Royaume-Uni / Irlande | 1 359 327 | Suède    | 91 711  |
| Italie                | 1 000 503 | Portugal | 85 941  |
| Espagne               | 837 199   | Suisse   | 73 687  |
| Allemagne             | 830 399   | Roumanie | 72 040  |
| Turquie               | 192 815   | Finlande | 59 211  |
| Pays-Bas              | 166 098   | Hongrie  | 51 390  |
| République tchèque    | 139 887   |          |         |

## Jeu vidéo
Alice, le Chapelier fou et Temps sont tous les trois sortis en figurine pour le jeu vidéo Disney Infinity 3.0 le 24 mai 2016, à l'occasion de la sortie du film. Elles ne sont utilisables que dans le coffre à jouets et ses extensions.